# Happy Days Are Here Again (album)
Lucky Thompson Plays Happy Days Are Here Again – album muzyczny amerykańskiego saksofonisty jazzowego Lucky’ego Thompsona nagrany 16 lutego 1965 w Rudy Van Gelder Studio, w Englewood Cliffs (New Jersey). LP wydany w 1965 przez wytwórnię Prestige.

## Muzycy
- Lucky Thompson – saksofon tenorowy, saksofon sopranowy
- Jack Melady – harfa (2,3)
- Tommy Flanagan – fortepian
- George Tucker – kontrabas
- Walter Perkins – perkusja

## Lista utworów
| 1. | "As Time Goes By" (Herman Hupfeld)                     | 5:25  |
|    |                                                        |       |
| 2. | "Safari" (Lucky Thompson)                              | 6:09  |
|    |                                                        |       |
| 3. | "You Don't Know What Love Is" (Gene DePaul, Don Raye)  | 4:59  |
|    |                                                        |       |
| 4. | "Cry Me a River" (Artur Hamilton)                      | 5:27  |
|    |                                                        |       |
| 5. | "People" (Bob Merrill, Jule Styne)                     | 4:40  |
|    |                                                        |       |
| 6. | "Happy Days Are Here Again" (Milton Ager, Jack Yellen) | 5:20  |
|    |                                                        |       |
|    |                                                        | 32:00 |
|    |                                                        |       |